# Leiostyla fuscidula
Leiostyla fuscidula је пуж из реда Stylommatophora.

## Угроженост
Подаци о распрострањености ове врсте су недовољни.

## Распрострањење
Ареал врсте је ограничен на једну државу. 
Португал је једино познато природно станиште врсте.